# Lijst van stadsreuzen
Dit is een (incomplete) lijst van bestaande stadsreuzen in Vlaanderen, Wallonië, Frans-Vlaanderen en Catalonië. De lijst is geordend naar jaar (of eeuw) van doopsel van de reus.

## Reuzen volgens doopjaar

### Gedoopt voor 1786
Zeer zeldzaam zijn  de reuzenfamilies en fabeldieren en draken die het Keizerlijk Edict van 10 mei 1786 hebben overleefd. Met dit edict probeerde de Keizer-Koster de processies en reuzen te vernietigen. Deze reuzen zijn thans vaak wettelijk beschermd patrimonium en erkend als universeel erfgoed.
| Doopjaar  | Naam          | Hoogte | gewicht | Dragers | Relatie               | Parochie       | Stoet                         | afbeelding |
| --------- | ------------- | ------ | ------- | ------- | --------------------- | -------------- | ----------------------------- | ---------- |
| 15de eeuw | Reus          |        |         | 2       | Vader reuzegom        | Mechelen       | OLV van Hanswijk-Cavalcade    |            |
| 15de eeuw | Reuzin        |        |         | 1       | vrouw                 | Mechelen       | OLV van Hanswijk-Cavalcade    |            |
| 15de eeuw | Janneken      |        |         | 1       | reuzenkind            | Mechelen       | OLV van Hanswijk-Cavalcade    |            |
| 15de eeuw | Mieken        |        |         | 1       | reuzenkind            | Mechelen       | OLV van Hanswijk-Cavalcade    |            |
| 15de eeuw | Claesken      |        |         | 1       | Reuzenkind            | Mechelen       | OLV van Hanswijk-Cavalcade    |            |
| 15de eeuw | Goliath       | 400 cm | 80 kg   |         | Vader reuzegom        | Lier           |                               |            |
| 16de eeuw | reuzin        |        |         |         | echtgenote v. Goliath | Lier           |                               |            |
| 16de eeuw | Kinnebaba     |        |         |         | Reuzenkind            | Lier           |                               |            |
| 16de eeuw | Jannekenbroer |        |         |         | Reuzenkind            | Lier           |                               |            |
| 16de eeuw | Miekzuster    |        |         |         | Reuzenkind            | Lier           |                               |            |
| 16de eeuw | Goliath       | 475 cm | 122 kg  | 1       | Reuzegom              | Geraardsbergen | Processie van Plaissance      |            |
| 1530      | Gayant        | 851cm  | 375 kg  |         | Reuzegom              | Douai          |                               |            |
| 1531      | Marie Cagenon | 626 cm | 250 kg  |         | Echtgenote Gayant     | Douai          |                               |            |
| 17de eeuw | Reus          | 340 cm |         | 1       | man                   | Duffel         |                               |            |
| 17de eeuw | Janneken      | 246 cm | 50 kg   | 1       | reuzenkind            | Duffel         |                               |            |
| 17de eeuw | Mieken        | 290cm  |         | 1       | reuzenkind            | Duffel         |                               |            |
| 17de eeuw | Reuzin        |        |         | 1       | vrouw                 | Duffel         |                               |            |
| 1622      | Reus          | 340 cm | 95 kg   | 1       | reuzegom              | Wetteren       |                               |            |
| 1622      | Reuzin        | 325 cm | 85 kg   | 1       | vrouw                 | Wetteren       |                               |            |
| 1626      | Goliath       | 400 cm | 76kg    | 1       | Bijbels figuur        | Dendermonde    | Ros Beiaardommegang en Katuit |            |
| 1648      | Mars          | 370 cm | 79 kg   | 1       | Romeinse Godheid      | Dendermonde    | Ros Beiaardommegang en Katuit |            |
| 1675      | Jacquot       | 340 cm | 80 kg   | 1       |                       | Douai          |                               |            |
| 1679      | Samson        | 430 cm | 127 kg  | 1       | Soldaat               | Ath            | Ducasse                       |            |
| 1683      | Goliath       | 750 cm | 225kg   |         | Reuzegom              | Ieper          | Kattenstoet                   |            |
| 1687      | Fillien       | 315 cm | 70 kg   |         |                       | Douai          |                               |            |
| 1714      | Indiaan       | 445 cm | 76 kg   | 1       | Schutter              | Dendermonde    | Ros Beiaardommegang en Katuit |            |
| 18de eeuw | Gerarda       | 416 cm | 98 kg   | 1       | Reuzin                | Geraardsbergen | Processie van Plaissance      |            |

### Gedoopt na 1786
Reuzen die geboren zijn na het Keizerlijk edict van 1786 zijn al iets talrijker bewaard.
| Jaar | Naam                          | Hoogte | Gewicht | Stoet                    | Gemeente     | Beeld |
| ---- | ----------------------------- | ------ | ------- | ------------------------ | ------------ | ----- |
| 1793 | Juffr. Victoire               | 407 cm |         | Ducasse                  | Ath          |       |
| 1827 | Reuze Papa                    | 625 cm | 83 kg   | Carnaval van Paasmaandag | Kassel       |       |
| 1893 | Gargantua Galaffre            |        |         | Carnaval                 | bailleul     |       |
| 1860 | Reuze Maman                   |        |         | Carnaval van Paasmaandag | Kassel       |       |
| 1930 | Janneken (Schele van Severen) |        |         |                          | Sint-Niklaas |       |
| 1930 | Sinterklaas                   |        |         |                          | Sint-Niklaas |       |
| 1932 | koning Childeric              |        |         |                          | Doornik      |       |
| 1933 | Koning Lodewijk XIV           |        |         |                          | Doornik      |       |
| 1960 | Minneke Poes                  |        |         | Kattenstoet              | Ieper        |       |
| 1979 | Georges van de Rue Blaes      | 410cm  | 89kg    |                          | Brussel      |       |
| 1982 | Raoul van Godewaersvelde      |        | 120 kg  |                          | Rijsel       |       |
| 1988 | Dos Callos                    | 390 cm | 59 kg   |                          | Dendermonde  |       |
| 1991 | Filips de Goede               | 445 cm | 94 kg   |                          | Brussel      |       |
| 1992 | Koning Jaume                  | 440 cm |         | Fiesta dela Mercé        | Barcelona    |       |
| 1992 | Koningin Violanda             | 435 cm |         | Fiesta dela Mercè        | Barcelona    |       |

### Gedoopt na 2000
| Jaar | Naam                              | Hoogte | Gewicht | Gemeente         | Beeld |
| ---- | --------------------------------- | ------ | ------- | ---------------- | ----- |
| 2000 | Le Caou (Wedergeboorte)           |        |         | Merville         |       |
| 2003 | Grand Jacques, naar Jacques Brel  | 410 cm | 93 kg   | Brussel          |       |
| 2003 | Zabella (wedergeboorte)           | 380 cm | 80 kg   | Boulogne-sur-Mer |       |
| 2008 | Sebastiaan de Tramasure           | 400 cm | 100 kg  | Lessines         |       |
| 2012 | graaf Boudewijn IV van Henegouwen | 410 cm | 100 kg  | Ath              |       |
| 2013 | Fiere Margriet                    | 380 cm | 38 kg   | Leuven           |       |
| 2016 | Alys van Comines                  |        |         | Comines          |       |
| 2018 | Alix van Namen                    | 390 cm | 80 kg   | Ath              |       |
| 2020 | Sint-Gommarus                     |        |         | Lier             |       |
| 2020 | Koningin Hedwig van Polen         |        |         | Leuven           |       |
| 2021 | Babette                           |        |         | Tourcoing        |       |
| 2021 | Manten (Wedergeboorte)            |        |         | Zafelaere        |       |
| 2021 | Calle (Wedergeboorte)             |        |         | Zaffelaere       |       |
| 2021 | Kopierre (wedergeboorte)          | 610 cm | 150 kg  | Aniche           |       |